# Nalbandjan
Nalbandjan – wieś w Armenii, w prowincji Armawir. W 2011 roku liczyła 4863 mieszkańców.